# Vanadate d'ammonium
Le vanadate d'ammonium ou métavanadate d'ammonium est un composé inorganique de formule NH4VO3.